# Diasemia
Diasemia är ett släkte av fjärilar som beskrevs av Jacob Hübner 1825. Diasemia ingår i familjen gräsmott, Crambidae.

## Dottertaxa tillDiasemia, i alfabetisk ordning[2][1]
- Diasemia accalis (Walker, 1859)
- Diasemia calcaralis Strand, 1918
- Diasemia completalis Walker
- Diasemia cressarcha Martin, 1956
- Diasemia delosticha Turner, 1918
- Diasemia disjectalis Zeller, 1852
- Diasemia endoschista Meyrick, 1932
- Diasemia erubescens Hampson, 1899
- Diasemia grammalis Doubleday, 1843
- Diasemia impulsalis Walker, 1859
- Diasemia lepidoneuralis Strand, 1918
- Diasemia lunalis Gaede, 1916
- Diasemia monostigma Hampson, 1913
- Diasemia oressarcha Martin, 1956
- Diasemia particolor Dyar, 1914
- Diasemia reticularis Linnaeus, 1761, Bokstavsmott
- Diasemia trigonalis Hampson, 1913

## Bildgalleri

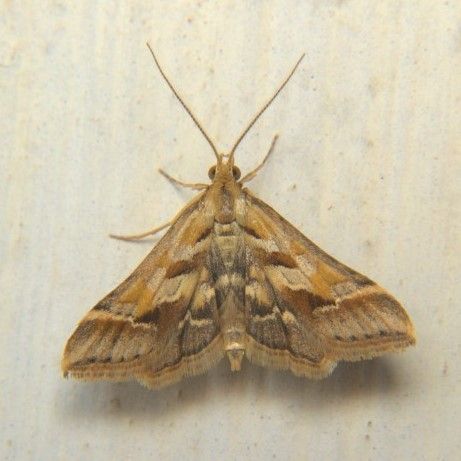
Diasemia accalis
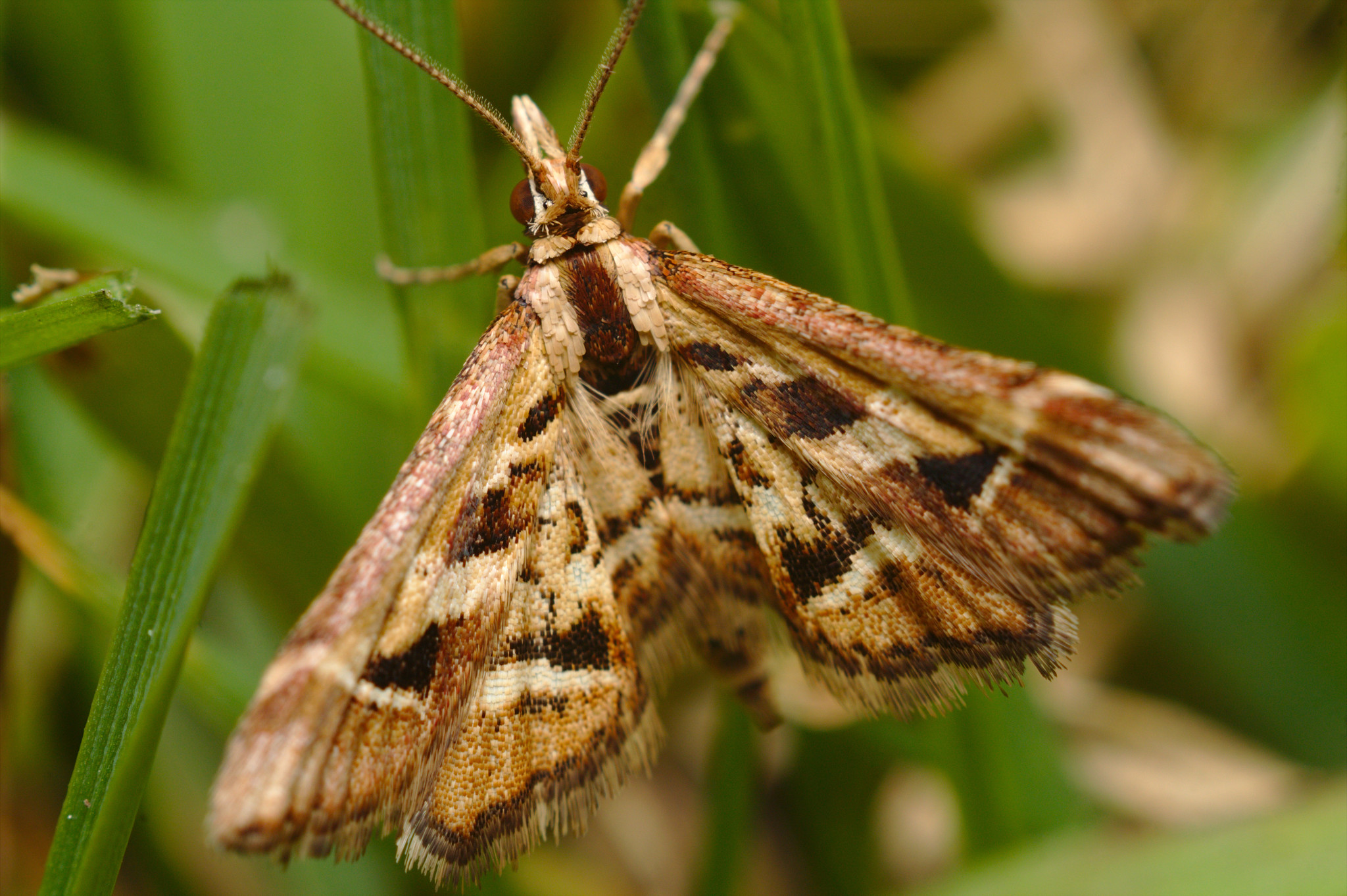
Diasemia grammalis
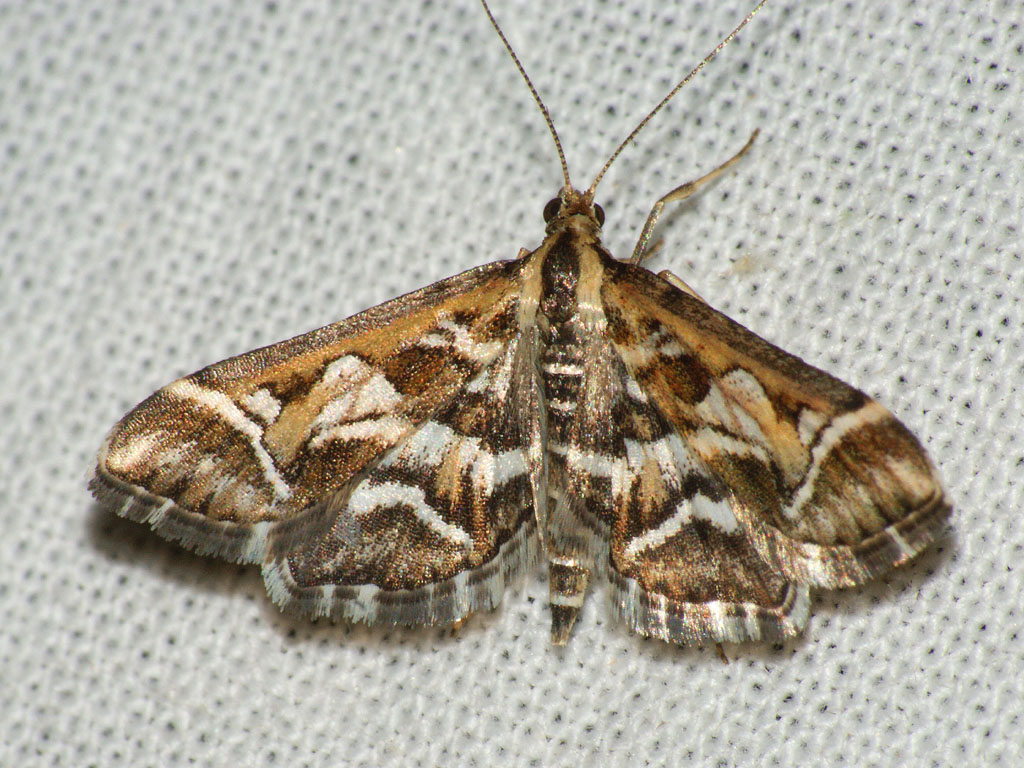
Bokstavsmott, Diasemia reticularis